# Sint-Bartholomeuskerk (Üdersdorf)
De Sint-Bartholomeuskerk (Duits: St. Bartholomäus) is een rooms-katholieke parochiekerk in de Duitse plaats Üdersdorf in de Landkreis Vulkaneifel, gelegen aan Manderscheider Straße 1. De kerk uit 1867 verving een oudere kerk. Onder de parochie vallen twee filiaalkerken in de plaatsen Weiersbach en Trittscheid.

## Geschiedenis
De eerste vermelding van de plaats Üdersdorf komt uit 1287. Aanvankelijk stond er een kapel, maar deze werd in 1717 (of 1667) vervangen door een kerk. Dit was een filiaalkerk van de parochie van Daun, in het Aartsbisdom Keulen. Bij de herindeling van het Bisdom Trier in 1803, werd Üdersdorf een eigen parochie. De Sint-Theklakapel te Trittscheid en de Sint-Franciscus Xaveriuskapel te Weiersbach werden als filiaalkerken bij de nieuwe parochie gevoegd.
Doordat de oude kerk voor de nieuwe parochie niet meer voldeed en daarnaast ook bouwvallig was, werd in 1858 besloten om een nieuwe kerk te bouwen. In 1866 werd met de bouw aangevangen en de nieuwe kerk kon op 24 augustus 1867 in gebruik worden genomen. De kerk werd ontworpen door de architect Barthels uit Daun en de kosten bedroegen 11.000 daalders.
De kerk is opgetrokken in lavagesteente, afkomstig uit een nabije groeve. In de toren hangen drie klokken.

## Interieur
In 1873 werd een nieuw hoogaltaar in gebruik genomen. De kosten van dit altaar bedroegen 460 daalders.

Het orgel werd gebouwd in 1903. In 1965 werd een elektrische speeltafel geïnstalleerd en in de periode 1998-1999 vond een uitgebreide renovatie plaats.

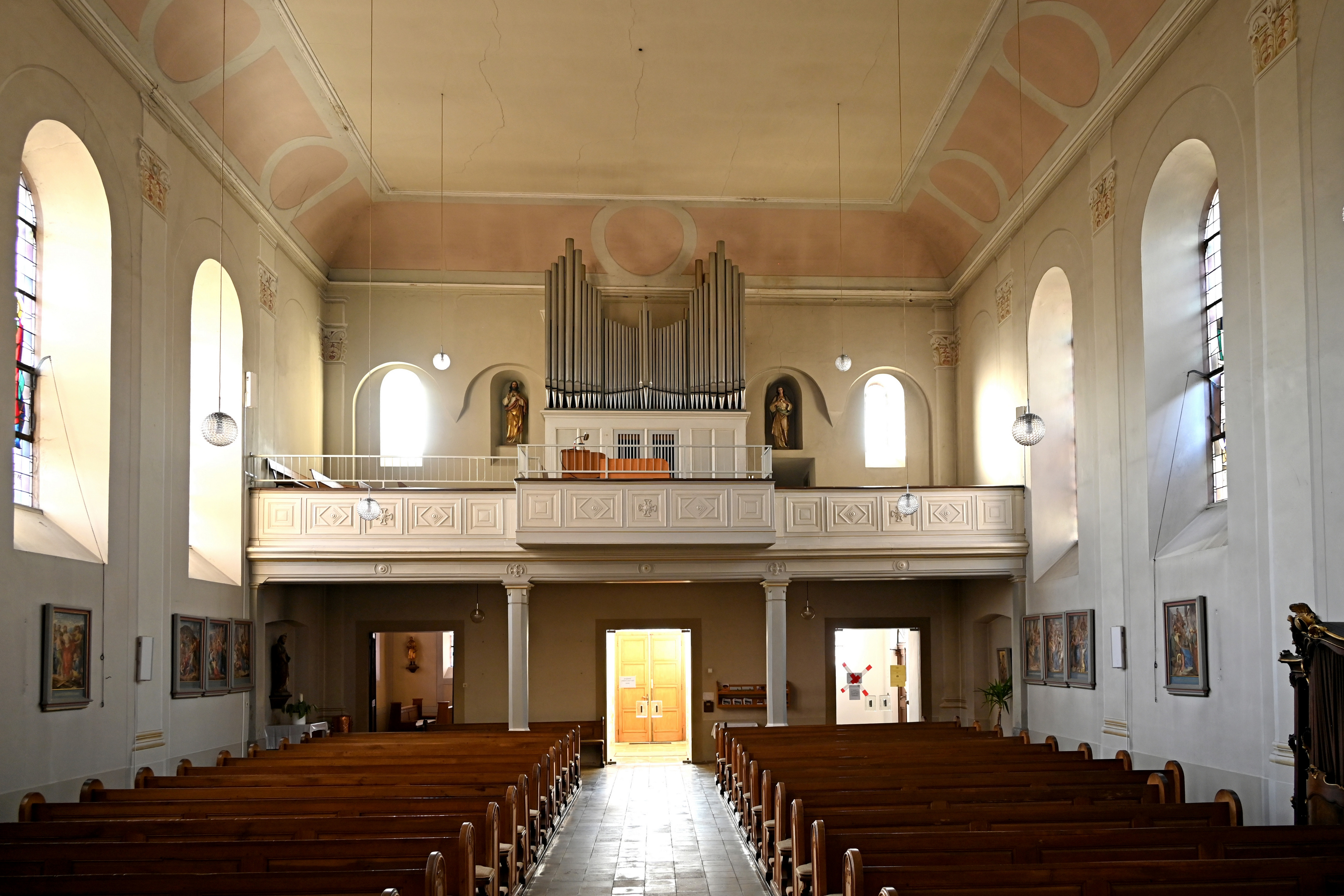
Het interieur, gezien richting het ingangsportaal en het orgel op de galerij.
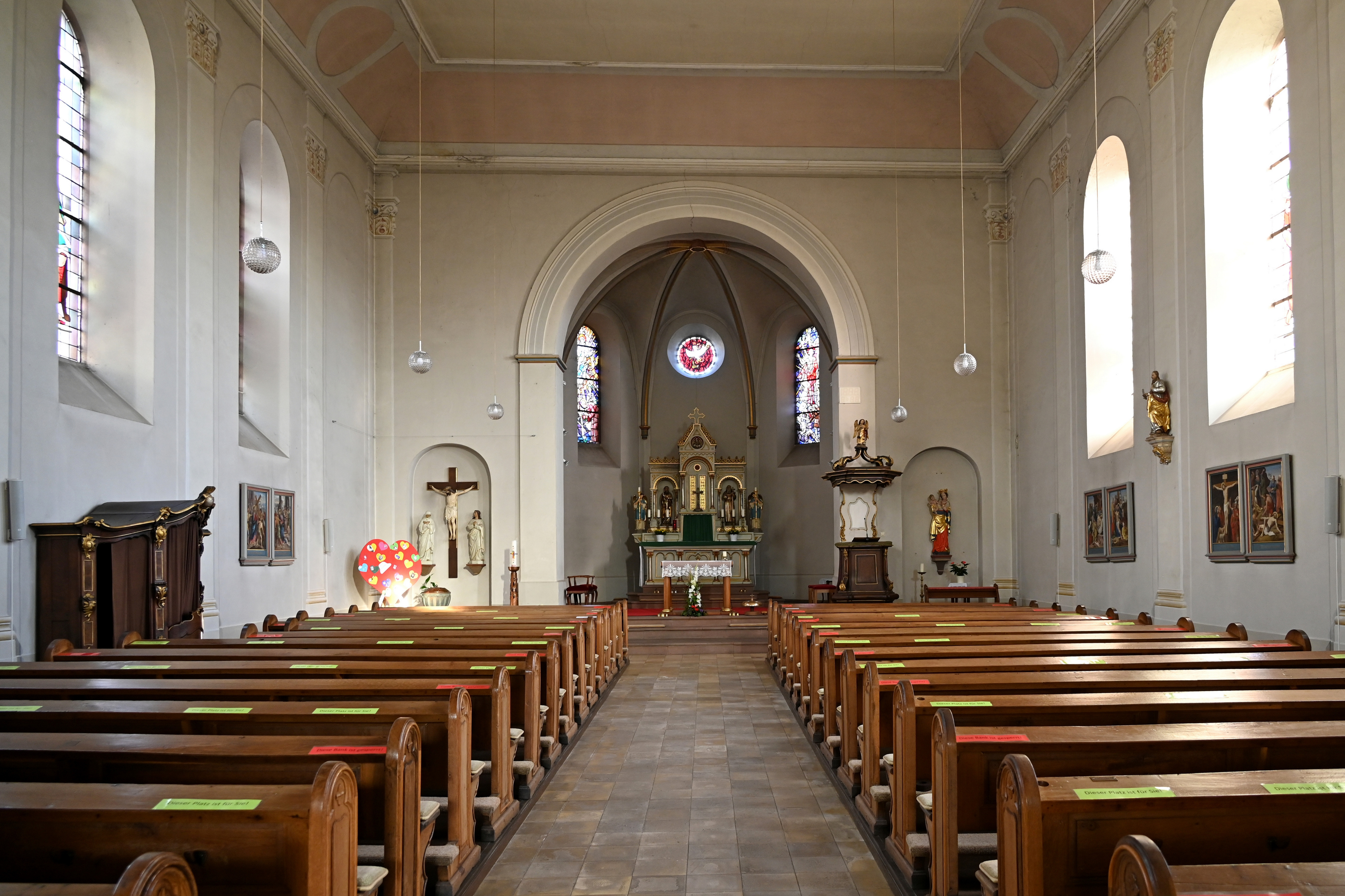
Het interieur, gezien richting het altaar.
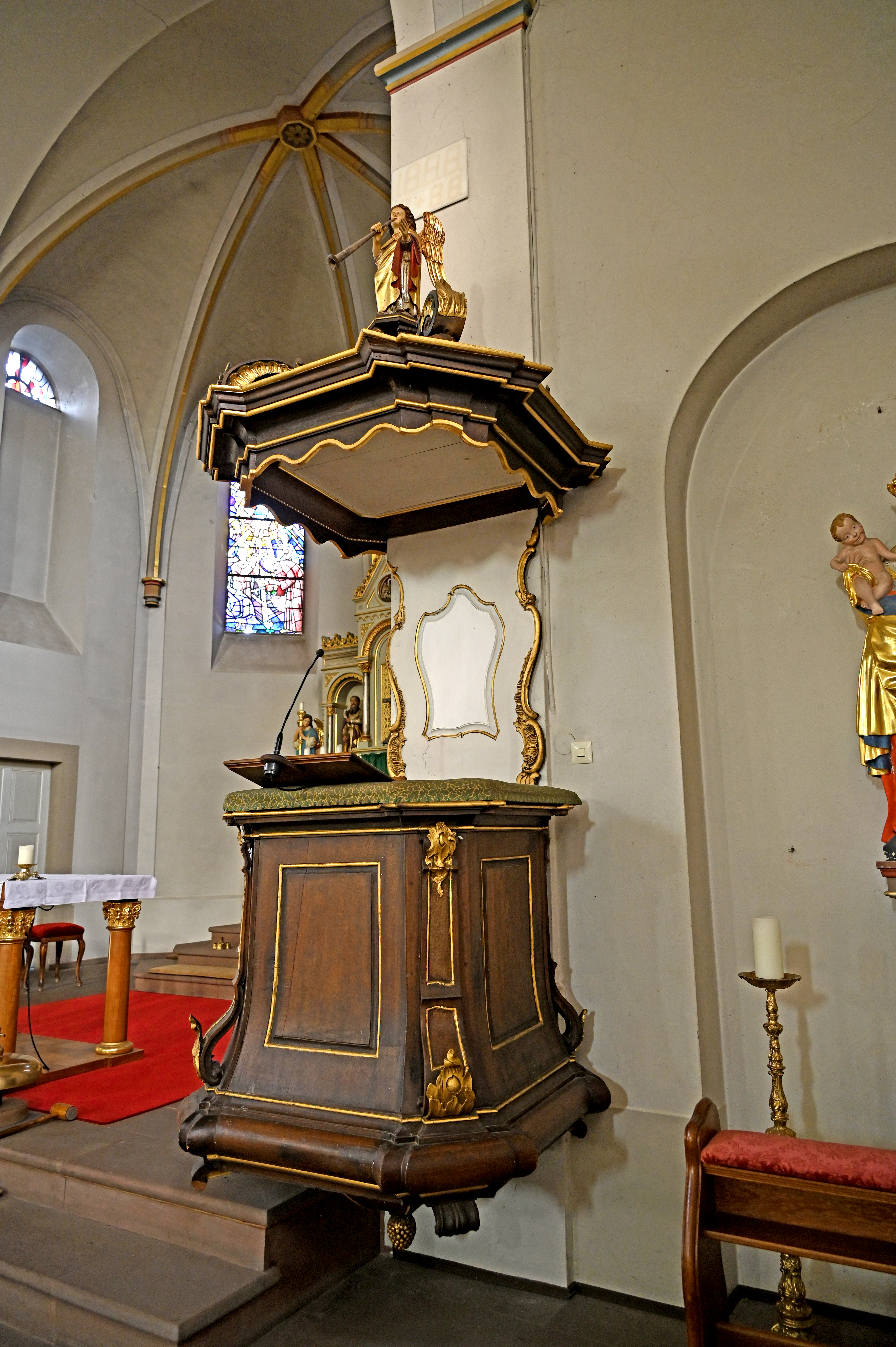
De preekstoel.
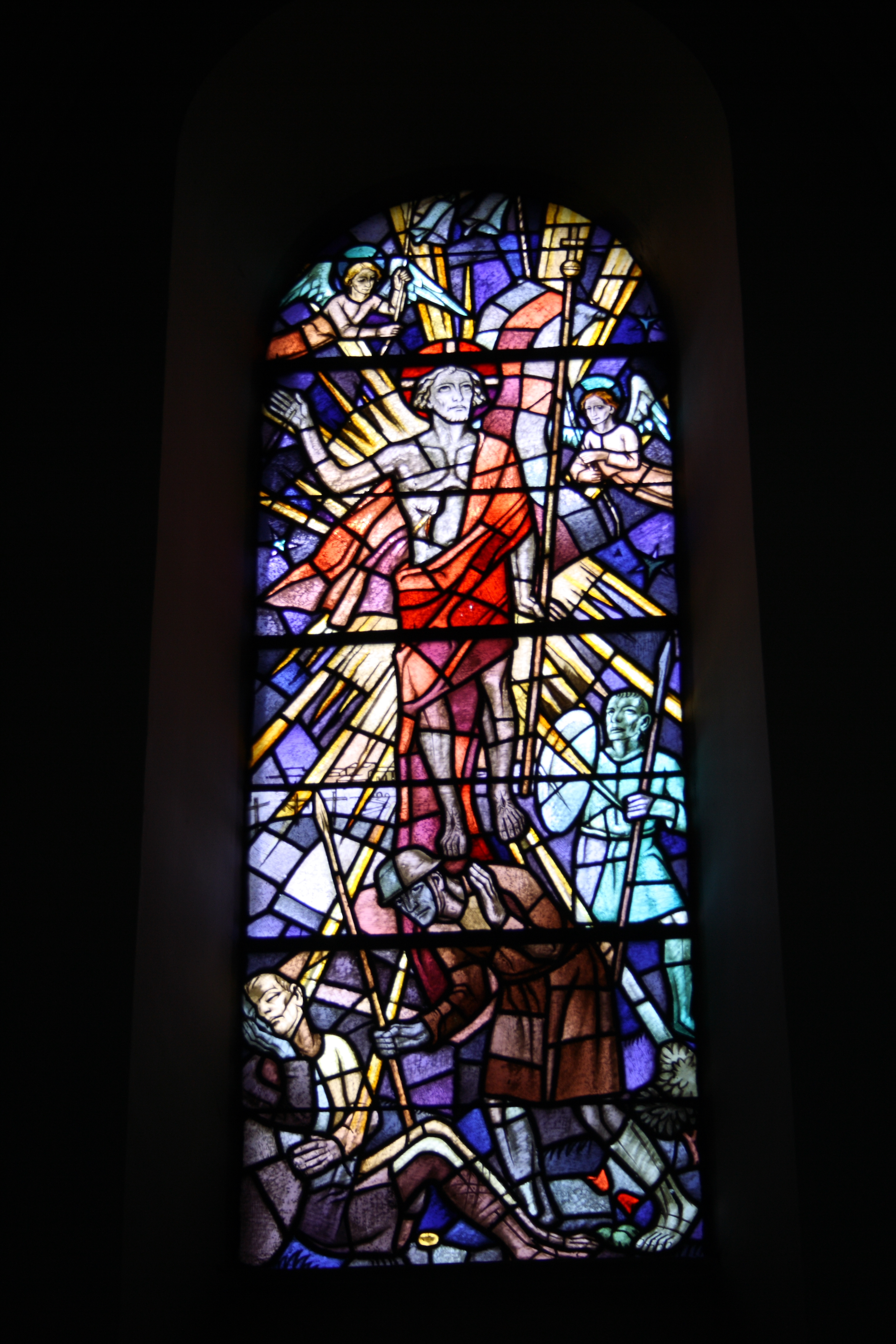
Een van de meerdere gebrandschilderde ramen.